# 温卡斯蒂略
温卡斯蒂略，是西班牙阿拉贡自治区萨拉戈萨省的一个市镇。 总面积231平方公里，总人口883人（2001年），人口密度4人/平方公里。